# Marius Audin
Pour les articles homonymes, voir Audin.
Antoine Marius Audin, né le 5 février 1872 à Beaujeu et mort le 15 janvier 1951 à Lyon, est un imprimeur, typographe et historien régional français.

## Parcours
Autodidacte, Marius Audin est surtout connu comme imprimeur et historien des pratiques artisanales liées aux métiers de l'imprimé. Son essai, Histoire de l'imprimerie par l'image (Henri Jonquières, 1929), fut salué en son temps par Lucien Febvre.
Fils de Pierre Audin et d'Antoinette Bost, modestes propriétaires dans le Beaujolais, Marius Audin n'oublia jamais sa région natale puisqu'il lui consacra plusieurs essais au cours de sa vie.
De 1892 à 1905, Marius est installé à Lyon comme commis-greffier près du Tribunal de commerce : ce travail alimentaire lui permet de mener des recherches botaniques. En 1906, il se lance dans des recherches bibliographiques portant sur la région du Beaujolais et publie un premier essai, Essai de bibliographie beaujolaise. Cette même année, par le biais de l'imprimeur Alexandre Rey, patron de l'une des plus grosses imprimeries de la ville, il prend la direction d'un journal d'annonces judiciaires, la Gazette judiciaire, qu'il quittera en 1910 pour le concurrent, les Petites affiches, édité et imprimé par l'imprimerie P. Decléris. Dès lors, le monde de l'imprimerie devient son principal centre d'intérêt.
En 1918, Marius Audin crée à Lyon, rue Davout (qui aujourd’hui porte son nom), sa propre imprimerie et maison d’édition. En référence à la colline de la Croix-Rousse et à celle de Fourvière, il la baptise « la maison des Deux Collines », qui devint par la suite l'Imprimerie Audin.
Dans les années 1920, Audin acquiert une certaine réputation en matière d'art typographique, et ce, au-delà de la ville de Lyon. Il rencontre le Britannique Stanley Morison, et ils publient ensemble les Livrets typographiques et une importante étude bibliographique sur une famille d'imprimeurs lyonnais, les De Tournes.
En 1942, il fonde dans sa commune natale le musée des traditions populaires qui porte son nom.

### LaSomme typographique
Érudit, Marius Audin écrit inlassablement sur l’histoire de l’imprimerie. Il a très tôt l’idée de réunir ses écrits, joints à ceux de ses amis également historiens de la discipline et bibliophiles, dans une grande encyclopédie. Mais l’époque ne se prête pas à une si grande entreprise, la crise des années 1930 est là. L’éditeur Jonquières, bien que passionné par le projet, ne peut pas s’engager. Audin propose alors une publication par petits fascicules thématiques, qui offrirait plus de souplesse. Sept petits fascicules sont produits, mais le projet s’éternise. Ce n’est qu’après la guerre, en 1948, qu’un premier volume de la Somme typographique (Les Origines) voit le jour chez l’éditeur-imprimeur Paul Dupont. La parution a été retardée par des problèmes multiples liés à la guerre, le manque de papier et la mauvaise qualité de celui qu’on peut obtenir. Le second volume (L’Atelier et le Matériel) est publié par Audin lui-même, en 1949. La santé de Marius Audin est très altérée et ses deux fils Maurice et Amable, s’ils continuent son œuvre et gèrent l’imprimerie familiale, ont d’autres centres d’intérêt et sont peu enclins à poursuivre l’aventure de la Somme typographique dans un monde en mutation profonde.
De nombreuses personnalités croisèrent son chemin, telles René Arcos, sans compter d'importants éditeurs, comme Pierre Seghers, et des illustrateurs comme Louis Bouquet, Jean Chieze, Louis Touchagues, Paul Janin, le graveur Philippe Burnot, etc.
Le Musée de l'Imprimerie et de la Communication graphique de Lyon possède un important fonds Marius Audin, dont les archives de l'imprimerie Audin.
Marius Audin est le père de l'éditeur Maurice Audin et de l'archéologue Amable Audin, lesquels reprirent un temps l'imprimerie paternelle.

## Ouvrages (liste sélective)
- Légendes et coutumes du Beaujolais, illustr. de Pierre Combet-Descombes, Lyon, Cumin et Masson, 1918
- Essai sur les graveurs de bois en France au dix-huitième siècle, Paris, G. Crès et Cie, 1925
- Le Livre (2 vol.), Paris, G. Crès, 1924-1926 - rééd. par Robert Morel, 1969
- Le Beaujolais, bois de Philippe Burnot, Lyon, Pierre Masson, 1926
- Le Livre français, 60 planches héliogravées, Paris, Éditions Rieder, 1930
- L’Épopée du papier, préf. de Henri Pourrat, Paris, Elzévir, 1945
- Somme typographique, vol. 1, 1948, Paris, Paul Dupont ; vol. 2, 1949, Lyon, Audin.